# Magnox

Exemplo de um reator Magnox

O Magnox é um tipo de reator nuclear desenvolvido e utilizado no Reino Unido, caracterizado por seu sistema de resfriamento a gás e pelo uso de urânio natural como combustível. Desenvolvido na década de 1950, o reator utiliza grafite como moderador e dióxido de carbono (CO₂) como refrigerante.
O nome "Magnox" deriva da liga metálica de magnésio utilizada no revestimento do combustível, que é resistente à corrosão em altas temperaturas, mas reage com água e não suporta temperaturas tão elevadas quanto os materiais usados em reatores mais modernos, como o zircônio. 
Por sua construção relativamente simples e econômica, o projeto Magnox foi replicado em outros países, incluindo a Coreia do Norte, como parte de seu programa de geração de energia. Atualmente, a maioria dos reatores deste tipo no Reino Unido já foi desativada, e não há novas unidades em construção no mundo.

## Características técnicas
- Tipo de resfriamento: Dióxido de carbono (CO₂)
- Moderador: Grafite
- Combustível: Urânio natural metálico
- Revestimento do combustível: Liga de magnésio chamada Magnox
- Planta de referência: Usina de Calder Hall, localizada na costa de Lothian, Escócia (cerca de 60 km a leste de Edimburgo)

## Design e aplicações
- Projetado para operar com combustível não enriquecido, simplificando o ciclo do combustível.
- O revestimento em liga Magnox é resistente à corrosão em altas temperaturas, permitindo a operação segura com CO₂ como refrigerante.
- Relatórios técnicos destacam características específicas de projeto e fornecem dados comparativos com outras instalações Magnox no Reino Unido.

## Contexto histórico
- Os reatores Magnox foram amplamente utilizados nas primeiras gerações de usinas nucleares britânicas.
- Informações técnicas sobre esse tipo de reator foram reunidas no âmbito do subprojeto NKS/RAK-2, que analisa reatores em ambientes nórdicos e suas implicações para a segurança nuclear regional.[1]